# Павич
Пави́ч (Pavo) — рід великих птахів з родини фазанових (Phasianidae) ряду куроподібних (Galliformes). Самиць павича називають павами. Родом з індійського субконтинента. Розрізняють два види: павич звичайний (P. cristatus) і павич синьокрилий (P. muticus), ареали яких не перетинаються.
Один з видів павича — Pavo cristatus — одомашнений людиною.

## Опис

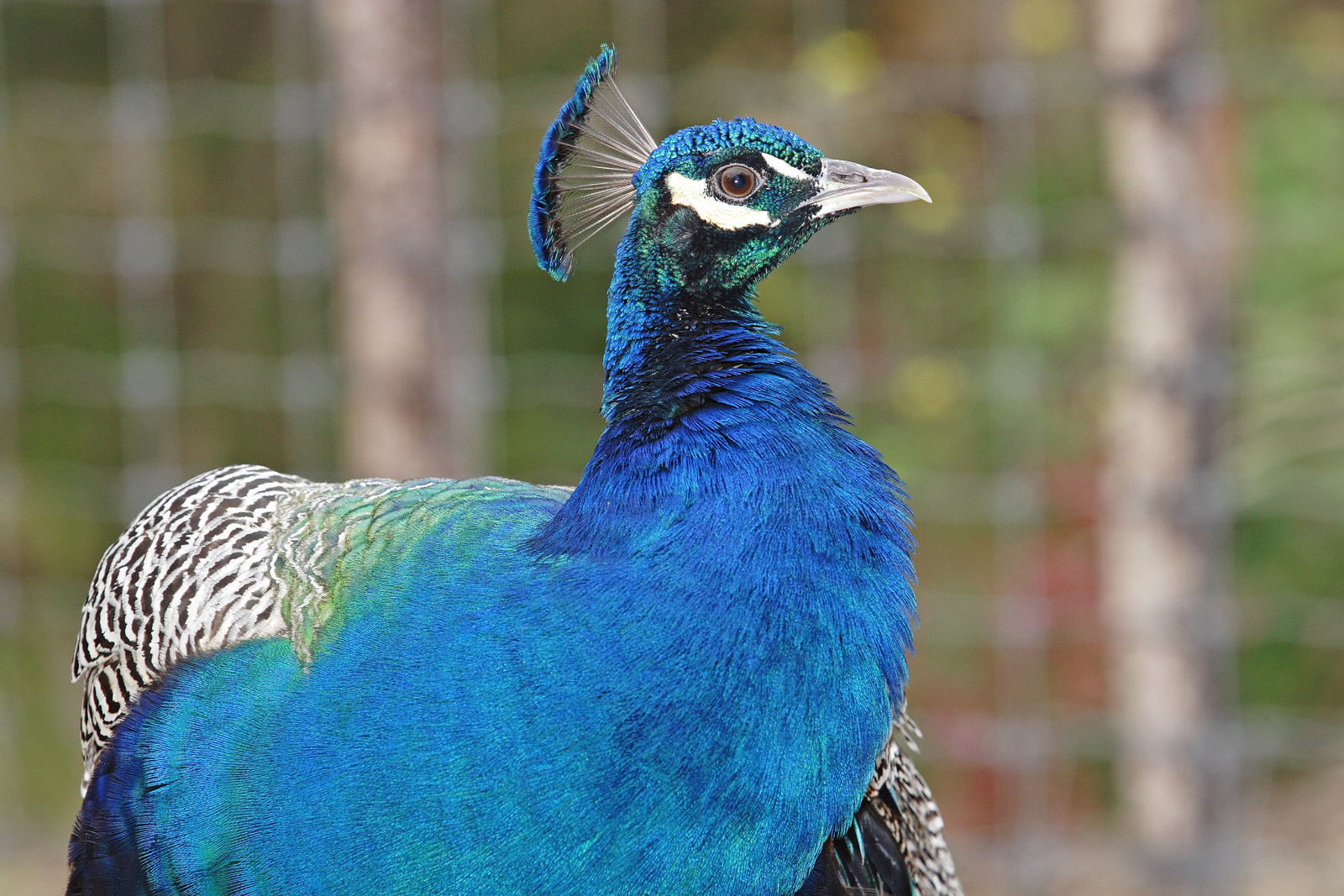
Самець Pavo cristatus зблизька

Самці павичів відомі своїми екстравагантним оперенням та пронизливим кличем. У процесі ритуалу залицяння до самиць вони демонструють довгий «шлейф» із покривного пір'я на хвості, поцяткованого маленькими плямами-«очима». Функції складного переливчастого забарвлення і великого хвостового віяла павичів залишаються предметом наукових дискусій. Чарльз Дарвін припускав, що вони слугують для приваблення самок та розвинулися в результаті статевого відбору. Пізніше ізраїльський еволюційний біолог Амоц Захаві припустив, що ці ознаки слугували сигналами придатності самців, оскільки менш пристосованим самцям було б важко вижити з такими громіздкими та привертаючими до себе увагу рисами.
Подовжений хвіст павичів плоский, в той час як у більшості інших видів родини фазанових — дахоподібний. Попри довжину і розмір покривного пір'я, павичі все ще здатні до польоту, однак надають перевагу бігу.
Живуть, переважно, на землі у відкритих лісах або на оброблюваних землях, де харчуються ягодами та зерном, а також полюють на змій, ящірок і дрібних гризунів. Ночують на високих деревах.

## Таксономія
У колишніх класифікаціях родини фазанових павичів виводили в окрему підродину Pavoninae — разом з родами моналів (Lophophorus), трагопанів (Tragopan) і аргусів (Argusianus).
Розрізняють два види павичів, що належать до роду Pavo:
- Павич звичайний, або індійський (P. cristatus, Linnaeus, 1758)
- Павич синьокрилий, або зелений (P. muticus, Linnaeus, 1766)

Відносно близьким до Pavo родом є Afropavo (відомий один вид). Проте Afropavo виявляє значні відмінності від Pavo в морфології (відносно слабкий статевий диморфізм та відсутність характерного «шлейфа» хвоста у самця) і репродуктивній поведінці.

### Гібриди та колірні мутації

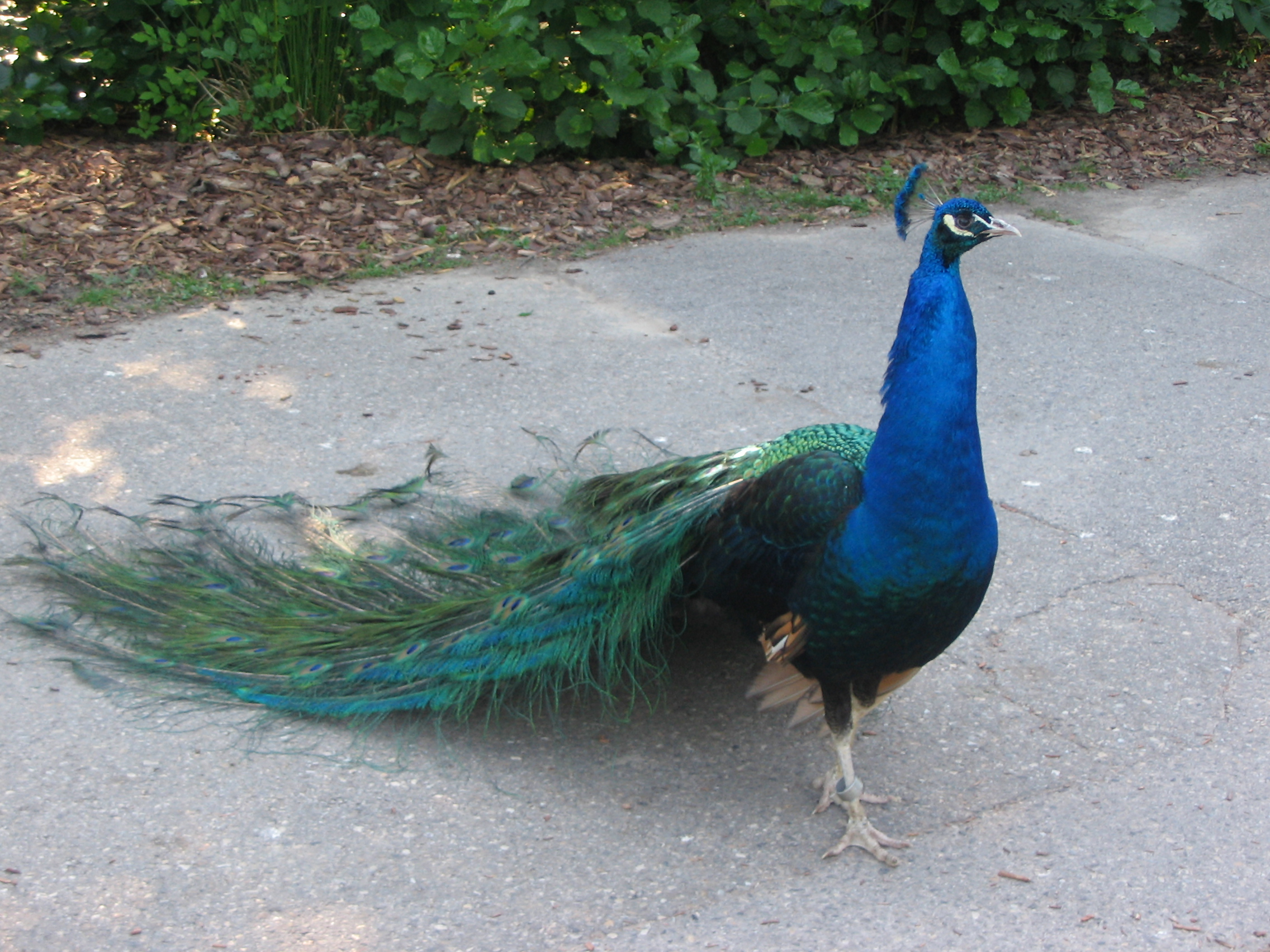
«Чорноплечий павич» — форма павича звичайного

Два види пави є дуже близькими: між ними в умовах неволі часто виникає гібридний вид Pavo cristatus × muticus, схрещення самця індійського із самицею зеленого павича. Цей гібрид мають народну назву «сполдінг» (англ. spalding).
До другої половини XIX ст. павича чорноплечого вважали підвидом індійського (P. c. nigripennis) чи навіть самостійним видом павича. Завдяки дослідженням Дарвіна було з'ясовано, що він є лише результатом мутації забарвлення павича звичайного, що виникла в процесі одомашнення і в дикому стані не відома. Самці цієї форми меланістичні з чорними крилами.
Окрім цього існує біла форма павича з лейкізмом. Ця мутація надає птаху сіро-сині очі та повну відсутність забарвлення в оперенні. Строкатий павич (англ. pied peafowl) проявляє частковий лейкізм, ділянки його оперення кольорові, а інші — ні. Вони також мають сіро-сині очі.

### Генетика
Каріотип: всі три види мають по 76 хромосом (2n). Причому порівняння каріотипів A. congensis, P. cristatus і деяких інших курячих виявило максимальну морфологічну схожість між хромосомами звичайного та африканського павичів.
Секвенування ділянок мітохондріальної ДНК Pavo і їхнє порівняння з аналогічними послідовностями Afropavo та інших куроподібних переконливо показали тісну спорідненість африканських і азійських павичів і дозволили встановити, що дивергенції двох родів відбулася у пізньому міоцені.

## Галерея

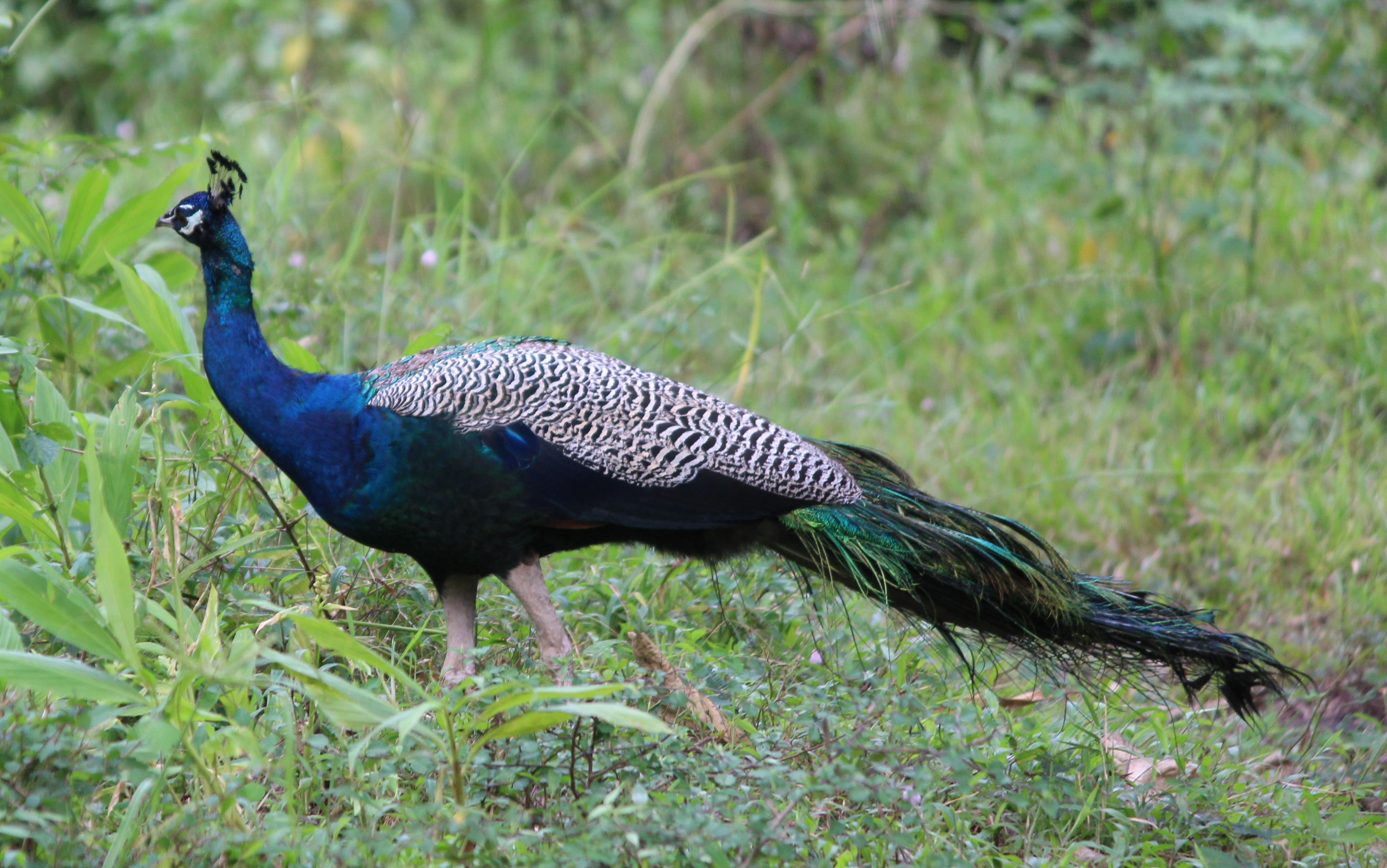
Самець, заповідник дикої природи Ваянад, Керала, Індія
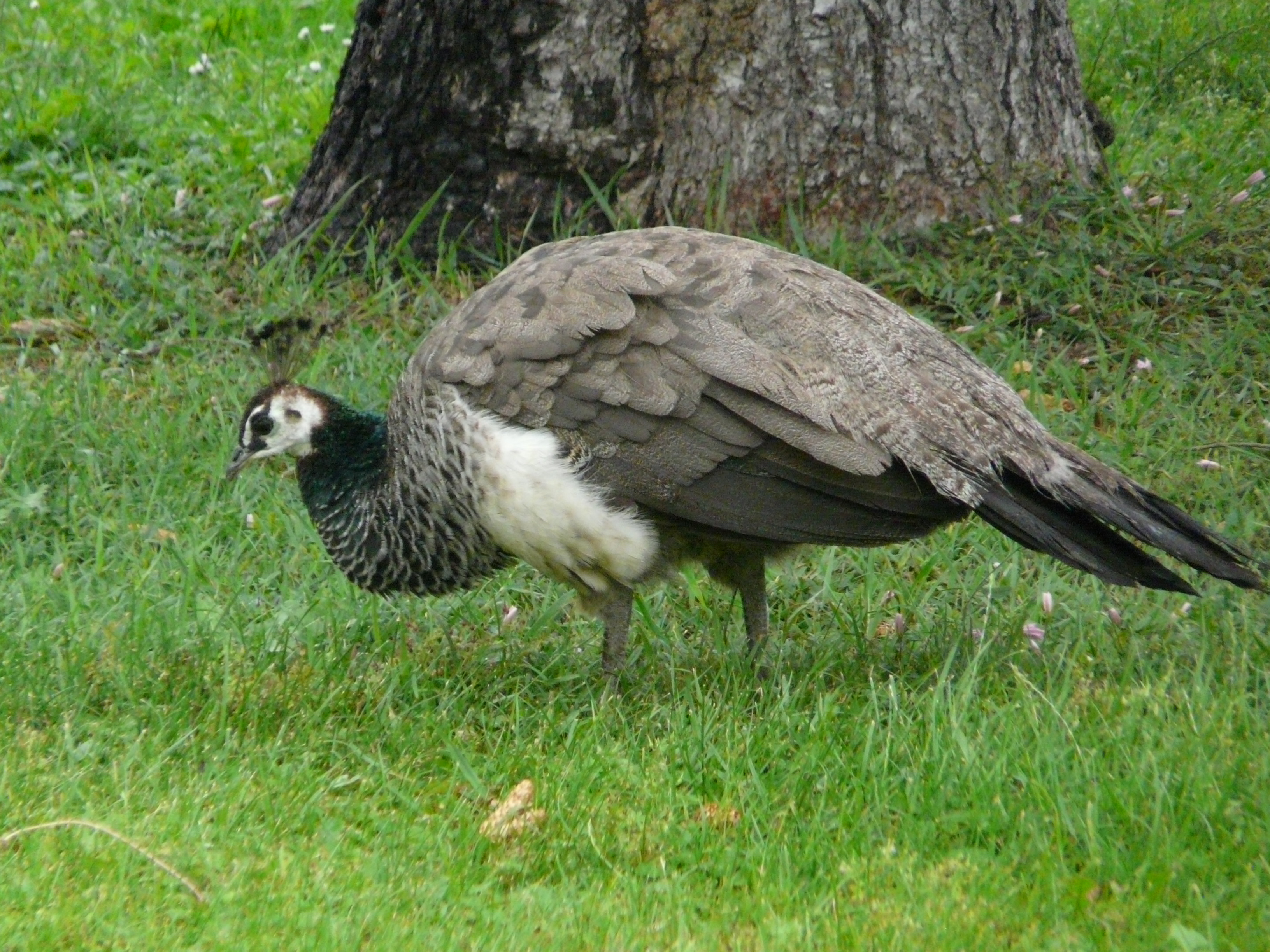
Самиця Pavo cristatus
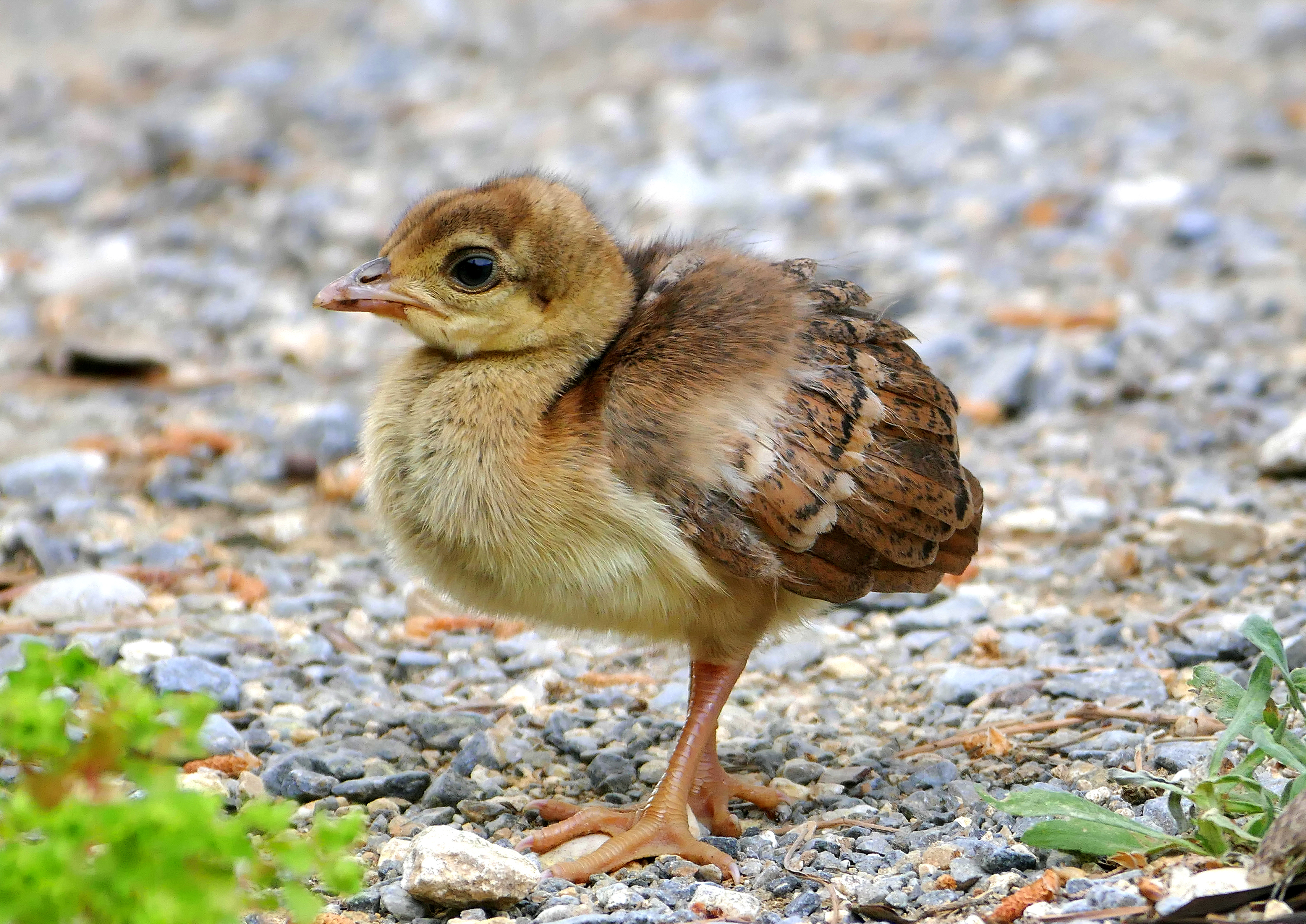
Пташеня P. cristatus
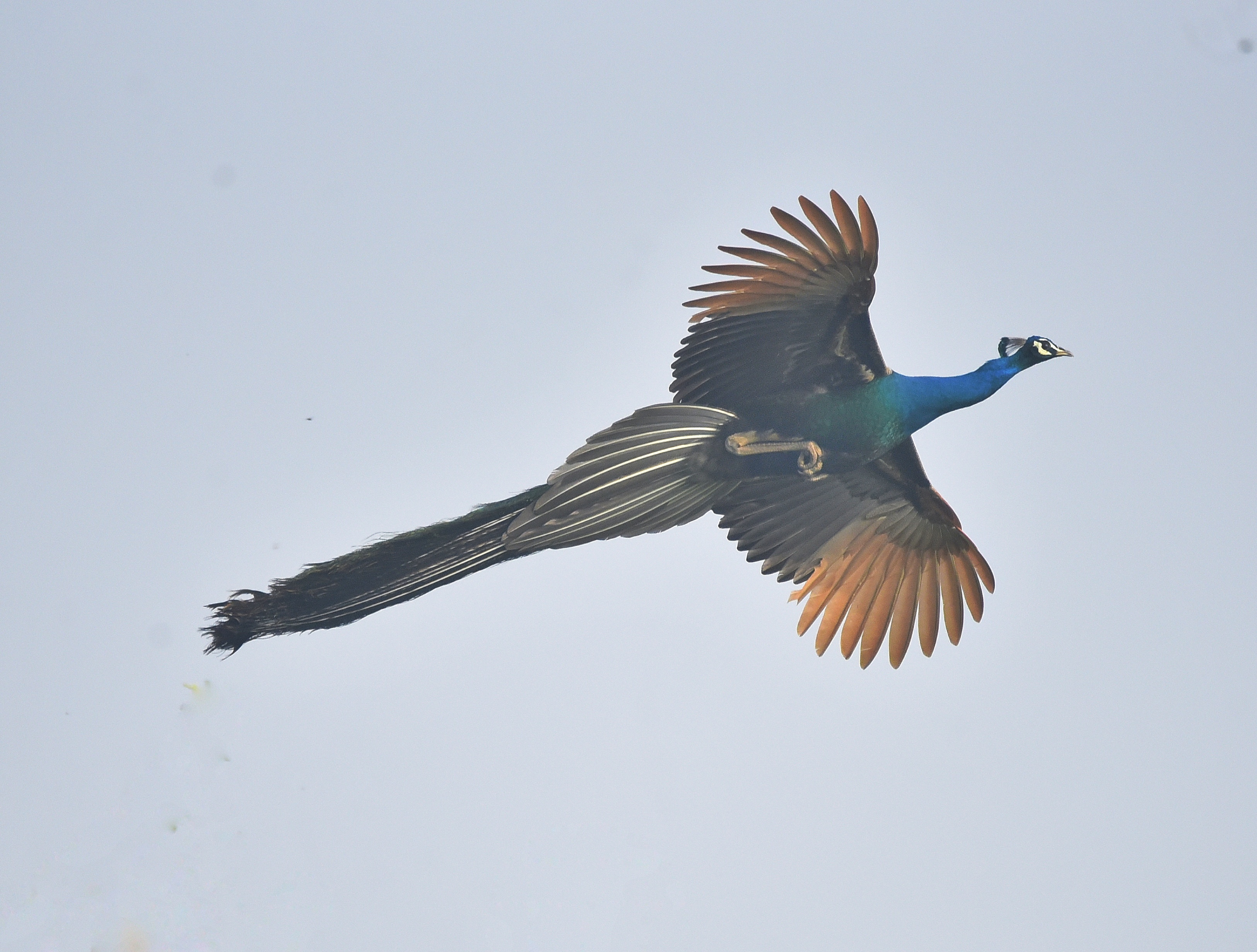
У польоті
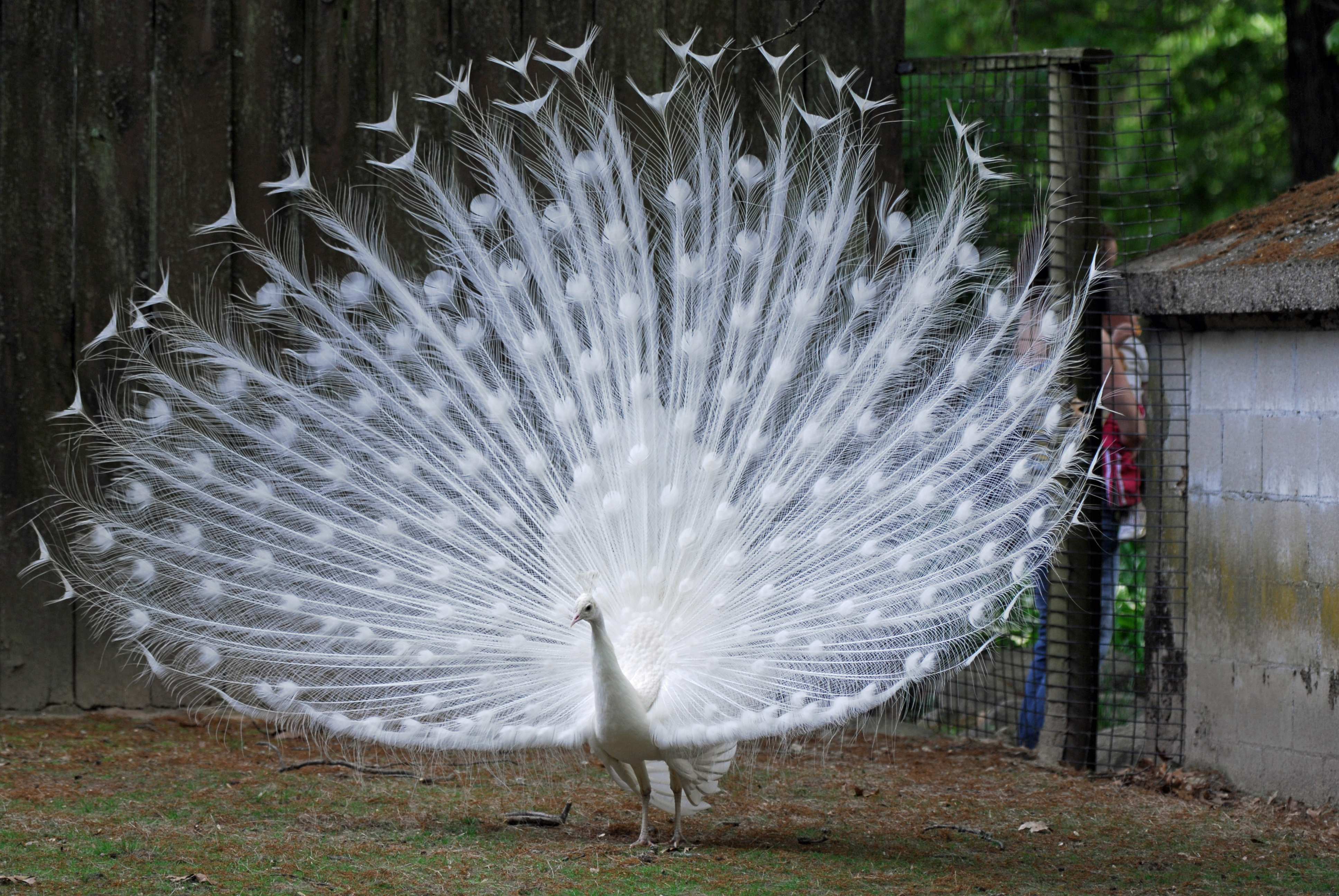
Білий павич Pavo cristatus mut. alba
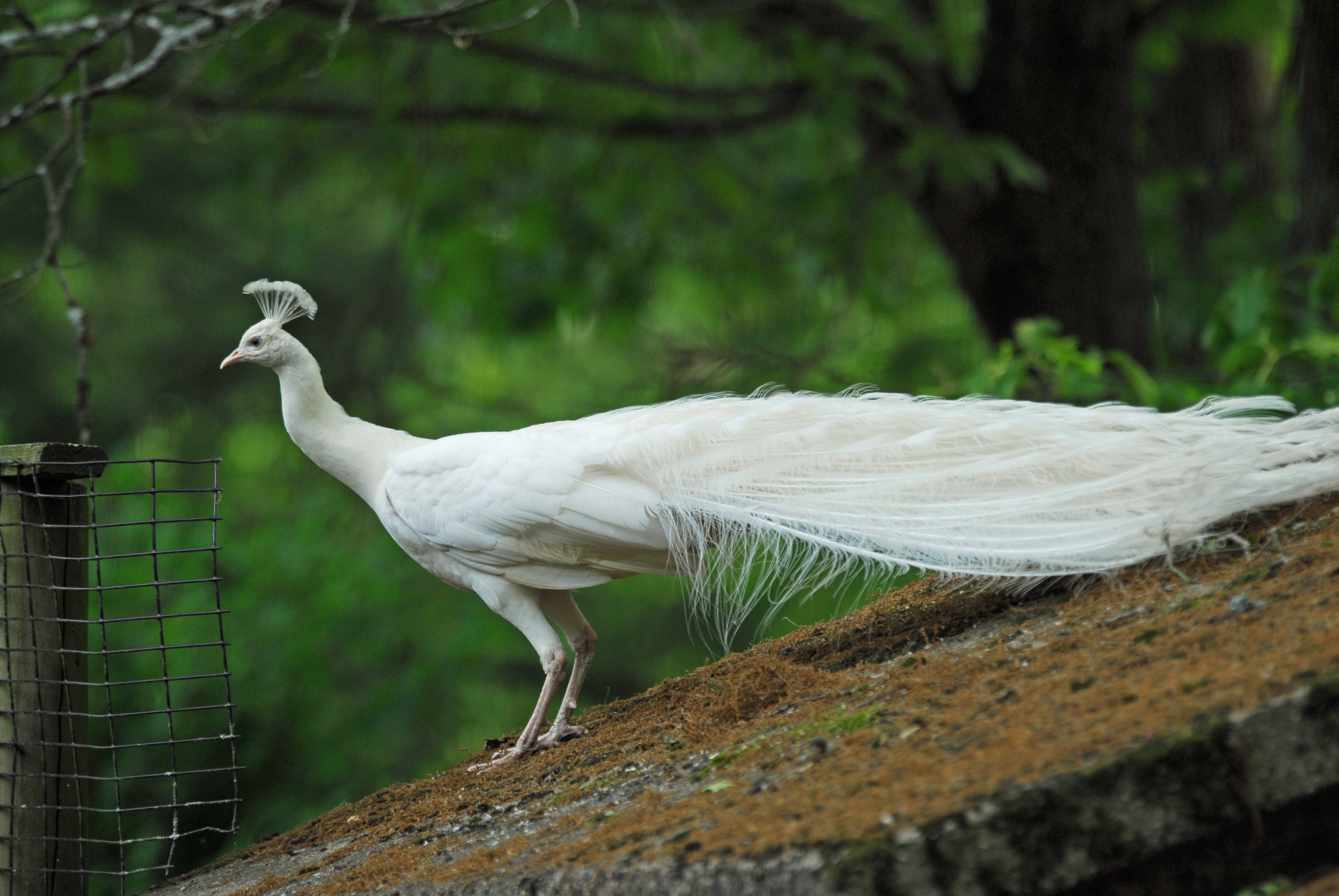
Білий павич
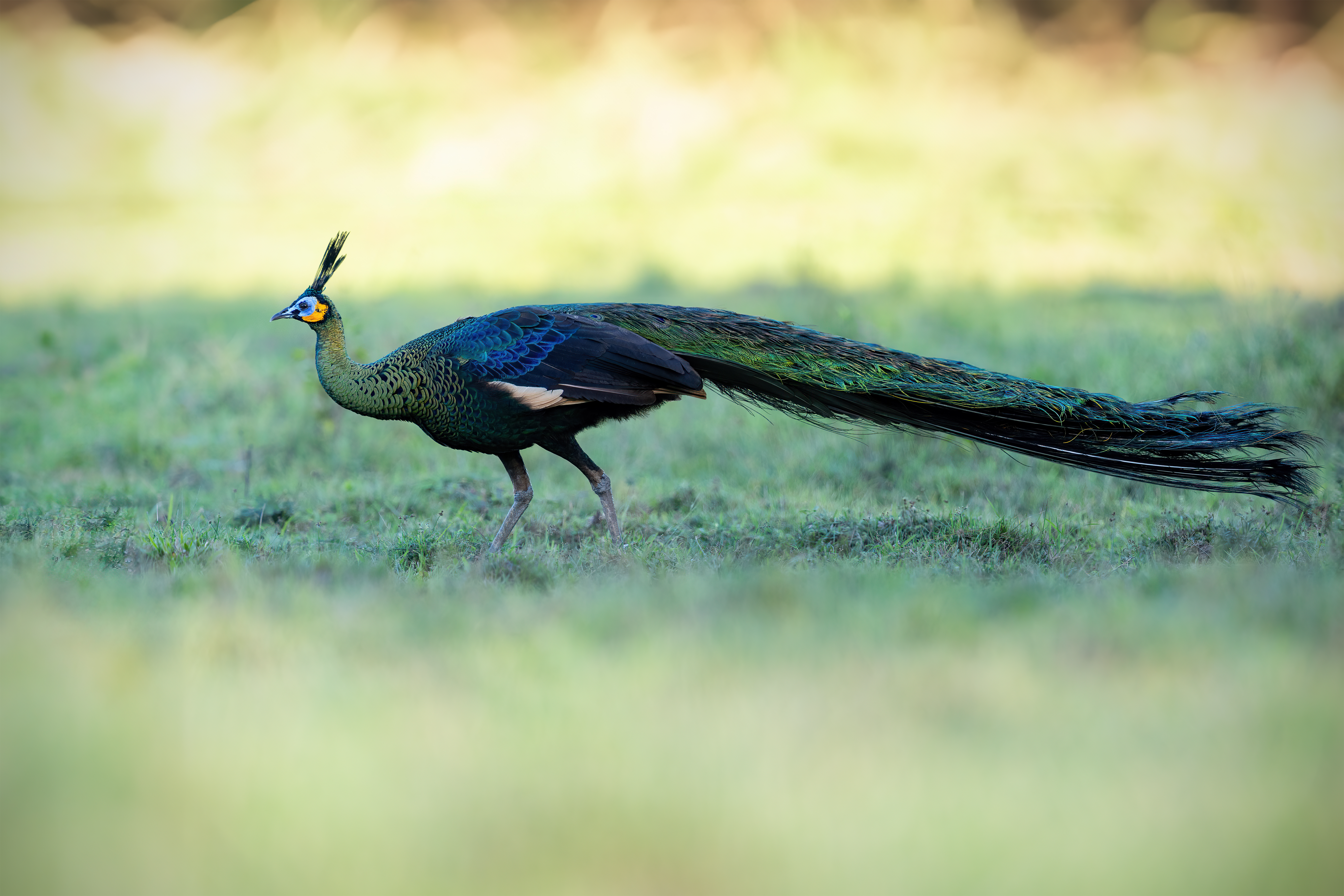
Самець P. muticus
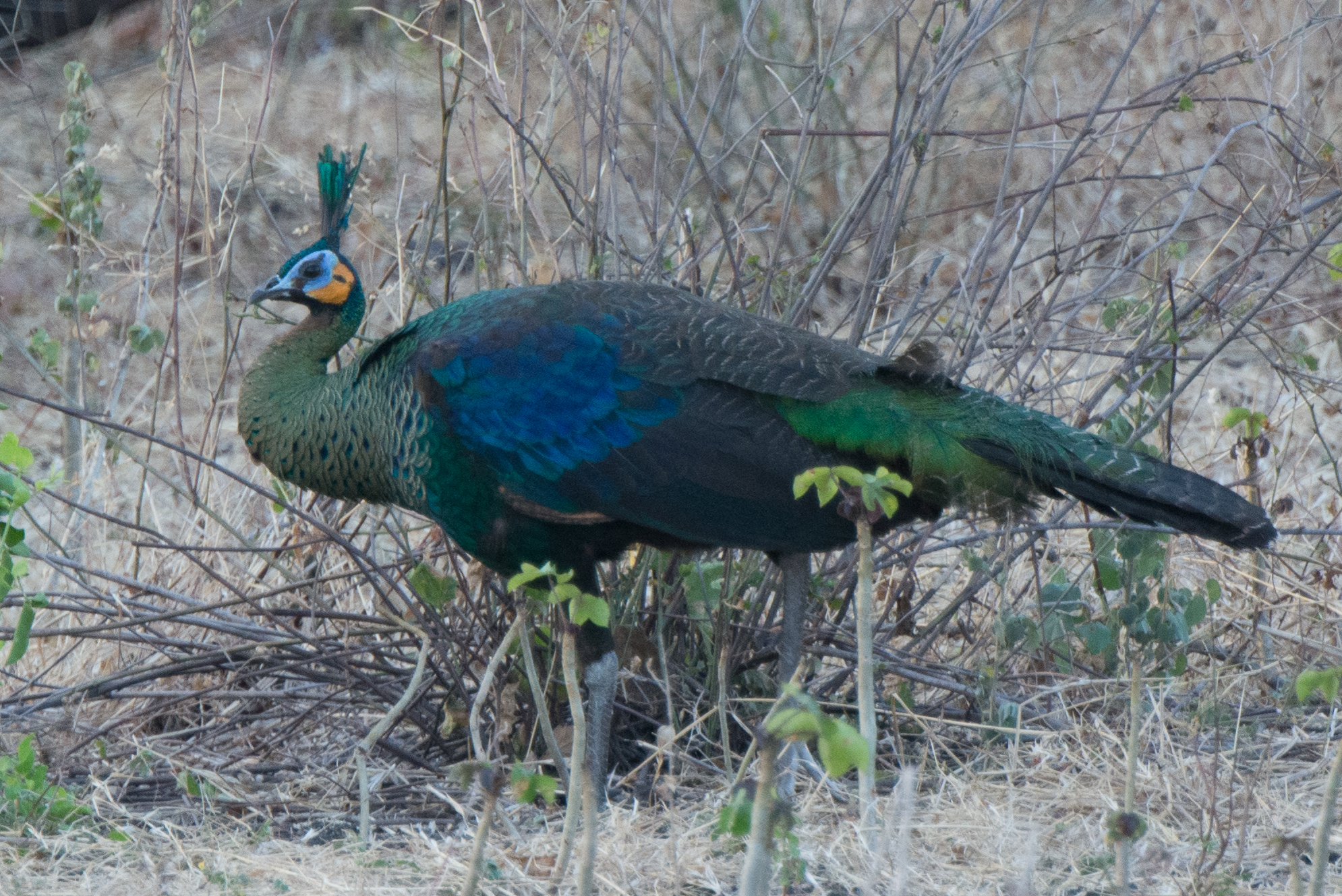
Самиця P. muticus, острів Ява
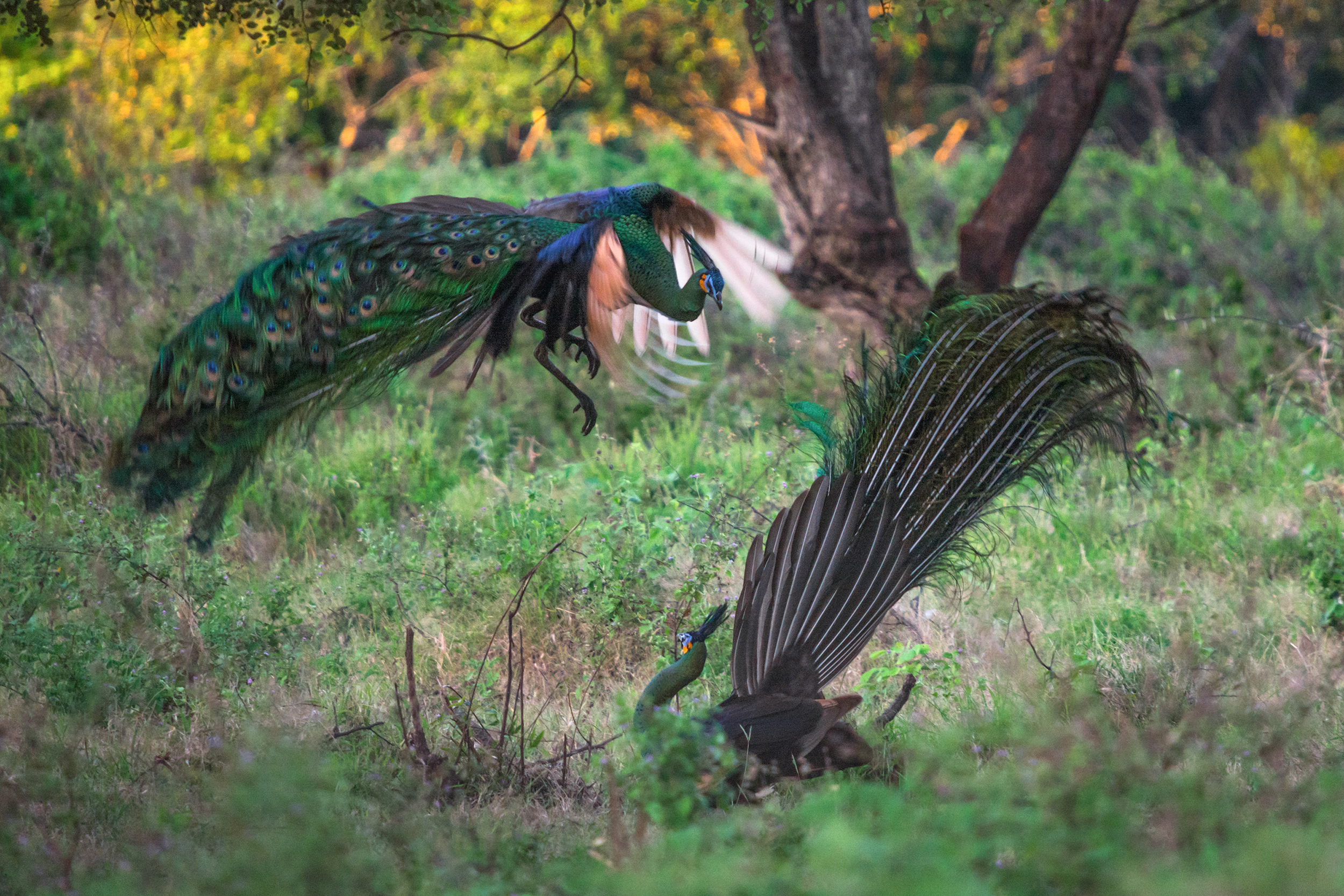
Два зелені павичі (Pavo muticus) б'ються, Нац. парк Балуран, Індонезія
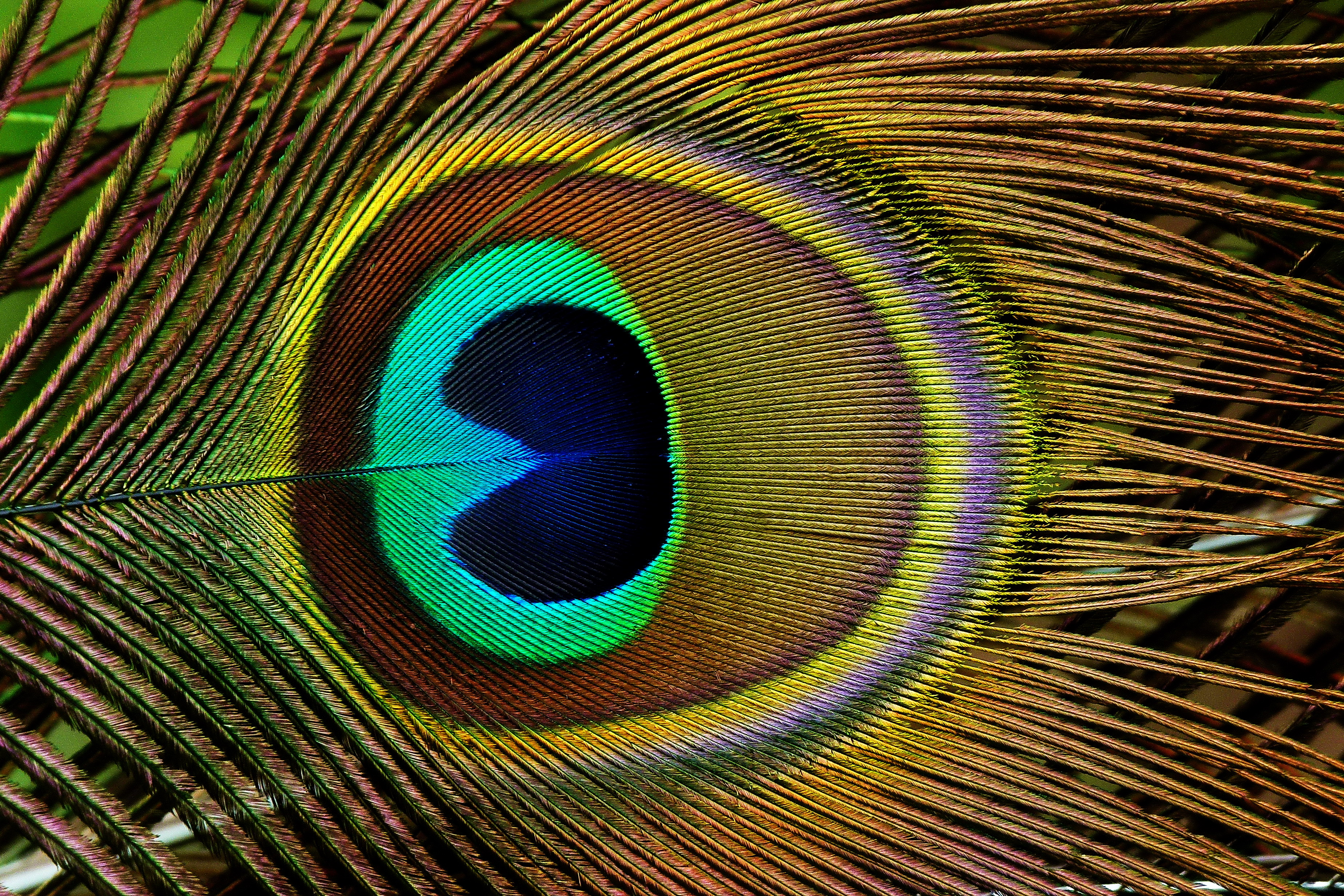
Хвостове покривне пір'я P. cristatus зблизька

## Павичі в Україні
|                                                                |  |  |
| Срібна пам'ятна монета НБУ номіналом 5 грн., присвячена павичу |  |  |

Вид Pavo muticus — павич синьокрилий або зелений, внесений до конвенції CITES.
Павичів нерідко утримують у зоопарках, у тому числі в Україні.

## Образи павичів в культурі
Павичі відображені в багатьох творах мистецтва Сходу і Заходу, в офіційній та комерційній символіці. Павичем (лат. Pavo) названо сузір'я Південної півкулі.
На розписі Андреа Мантенья зображено павича разом з купідонами. Тут цей птах символізує Джуно — богиню шлюбу. Павичів неодноразово зображав у своїх творах італійський художник-маньєрист Джузеппе Арчімбольдо. Птах зображений на картині XVII ст. «Битва павича і півня» (англ. Peacock and Cock Fighting), написана Паулем де Восом. Також павича зображав у картинах іспанський художник Антоніо Паломіно.

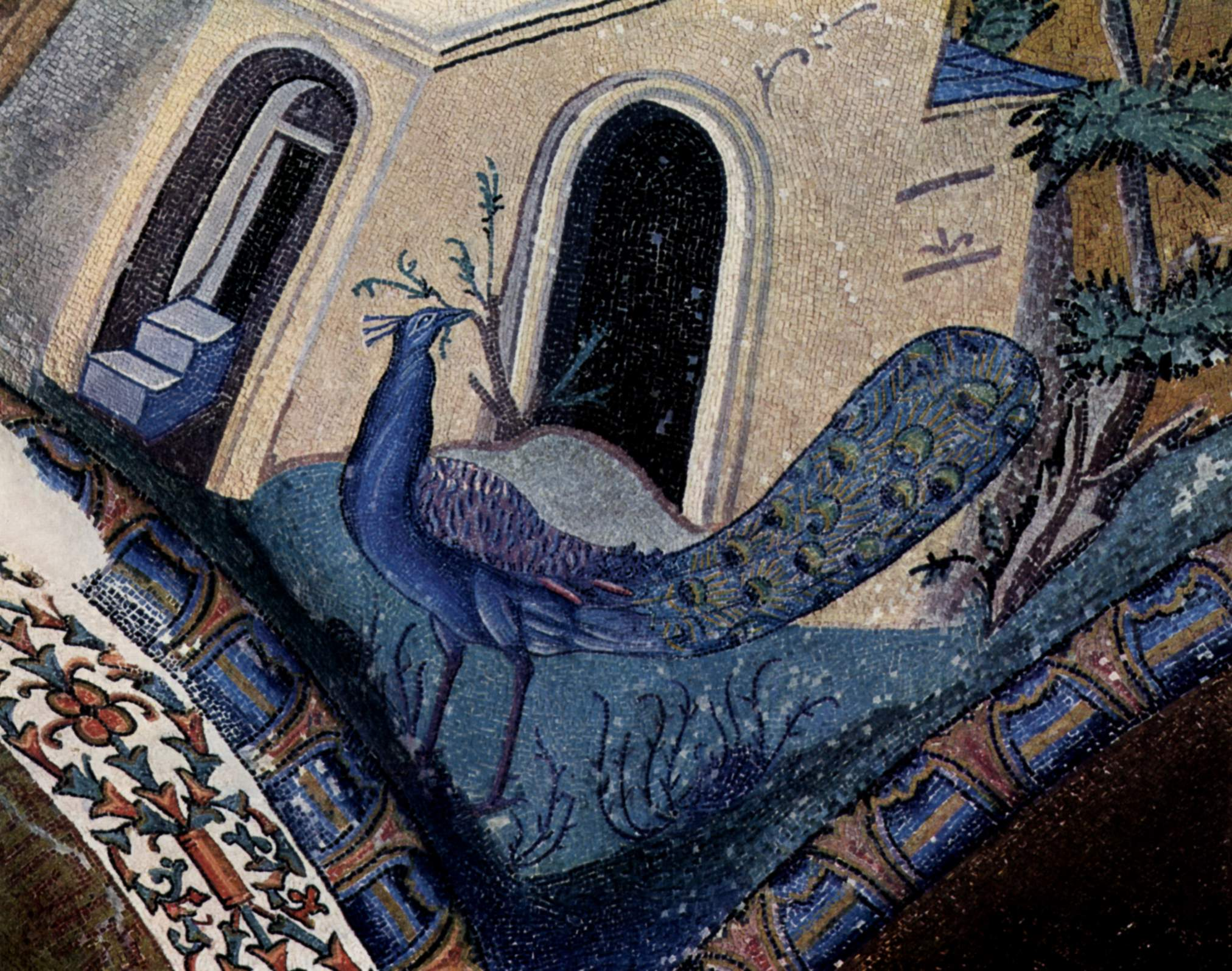
Мозаїка в церкві Kahriye-Cami, Стамбул, ~1315—1320 рр.
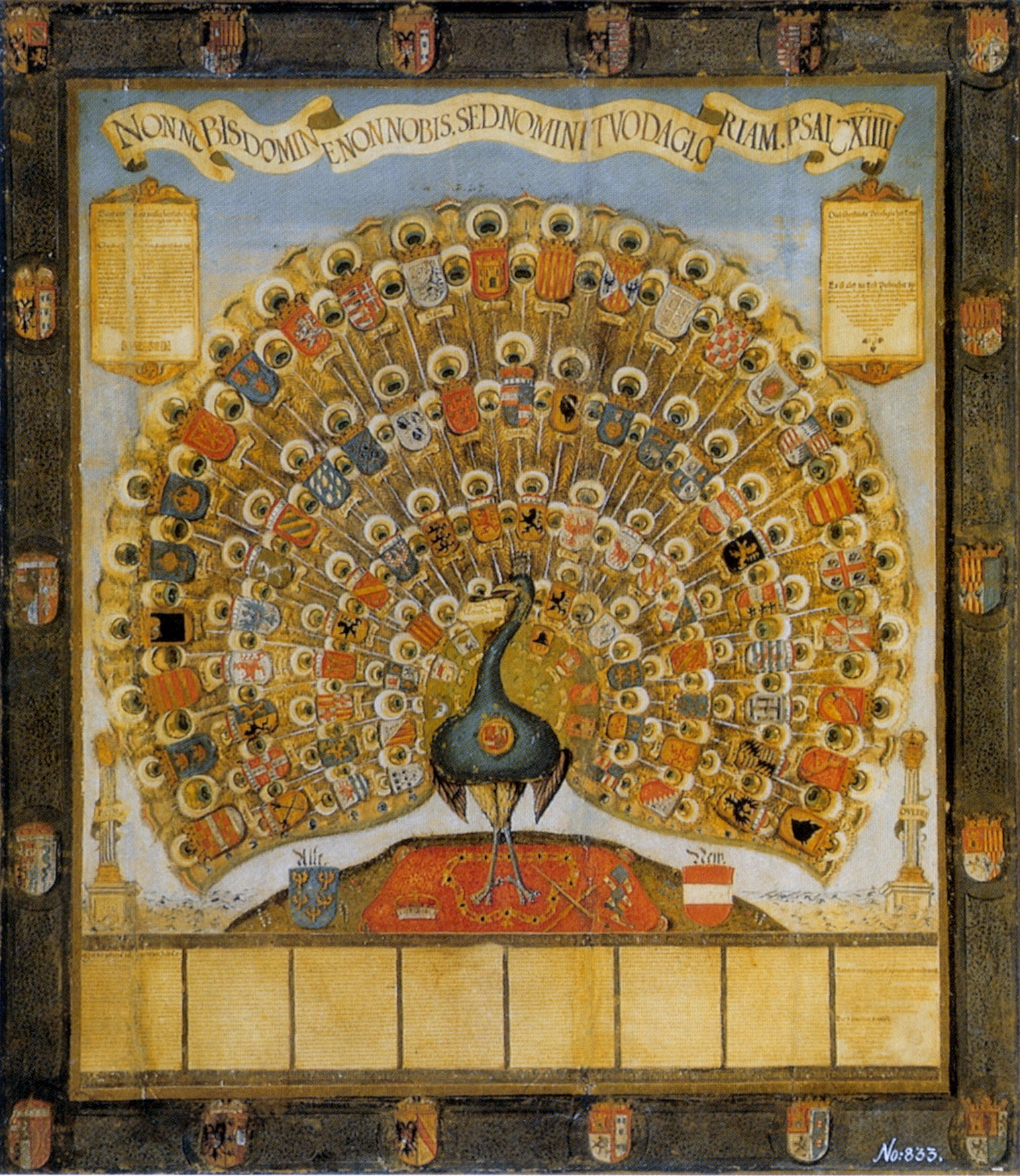
Габсбурзький павич з гербами габсбурзьких земель, Аугсбург (Німеччина, 1555 р.)
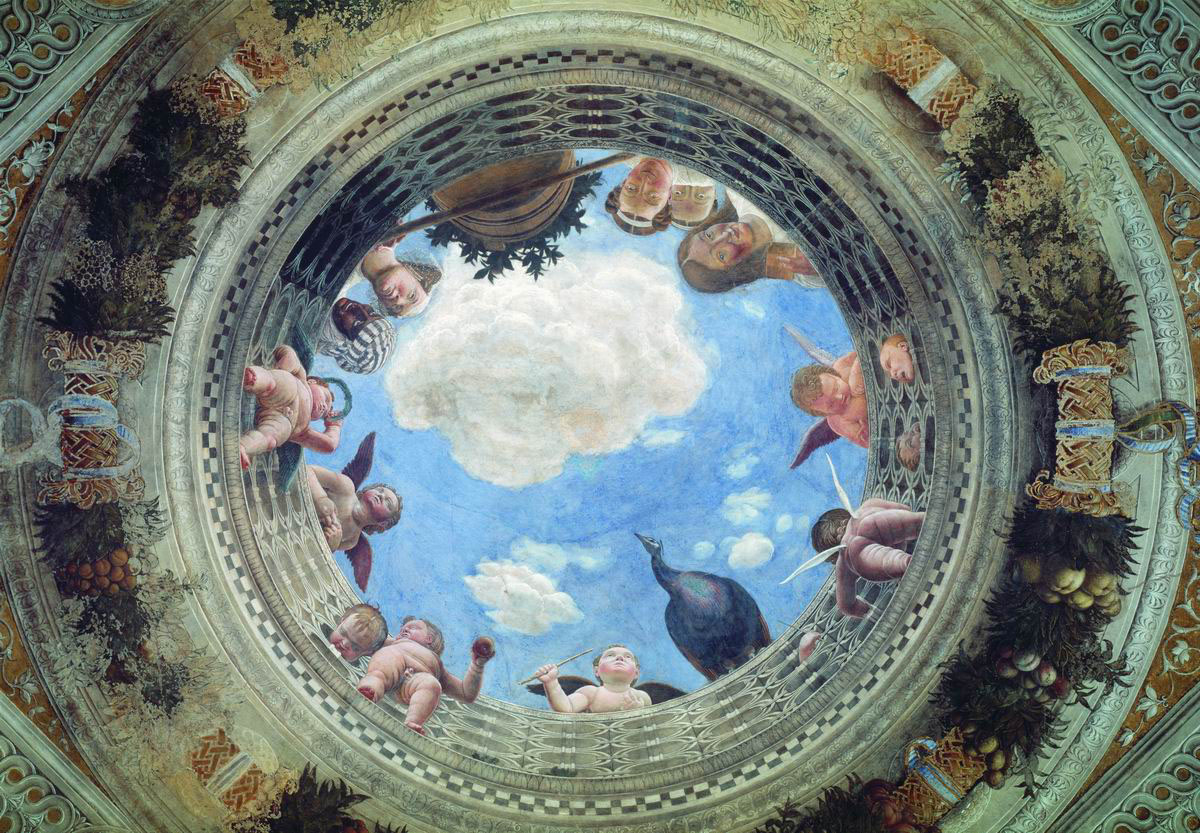
Розпис стелі Камери дельї Спозі, Андреа Мантенья, ~1465—1474 рр.
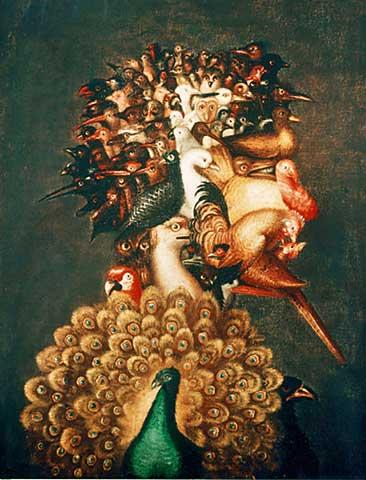
«Повітря» із серії «Чотири стихії», Джузеппе Арчімбольдо, ~1572 р.
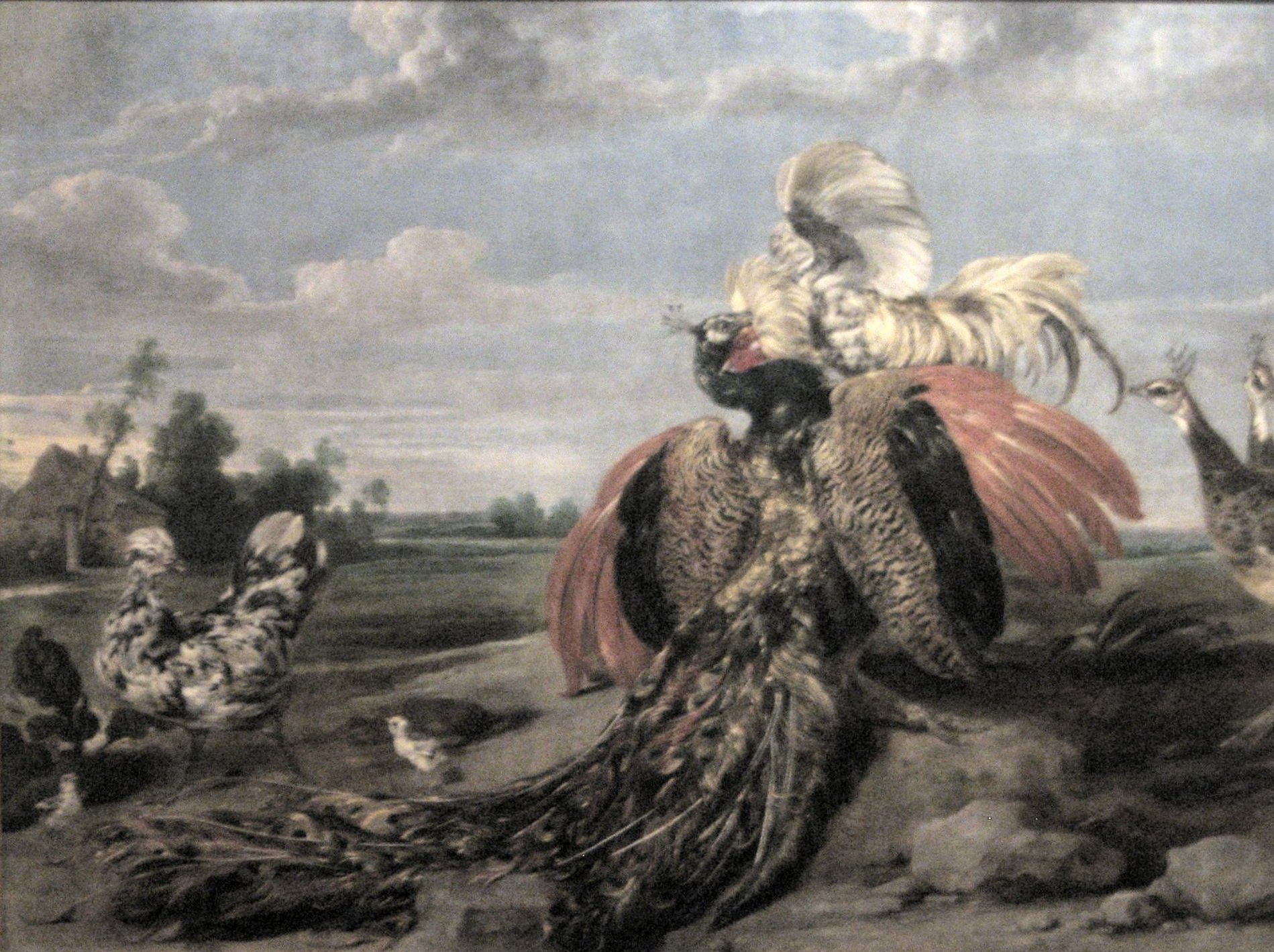
«Битва павича з півнем», Пауль де Вос, XVII ст.
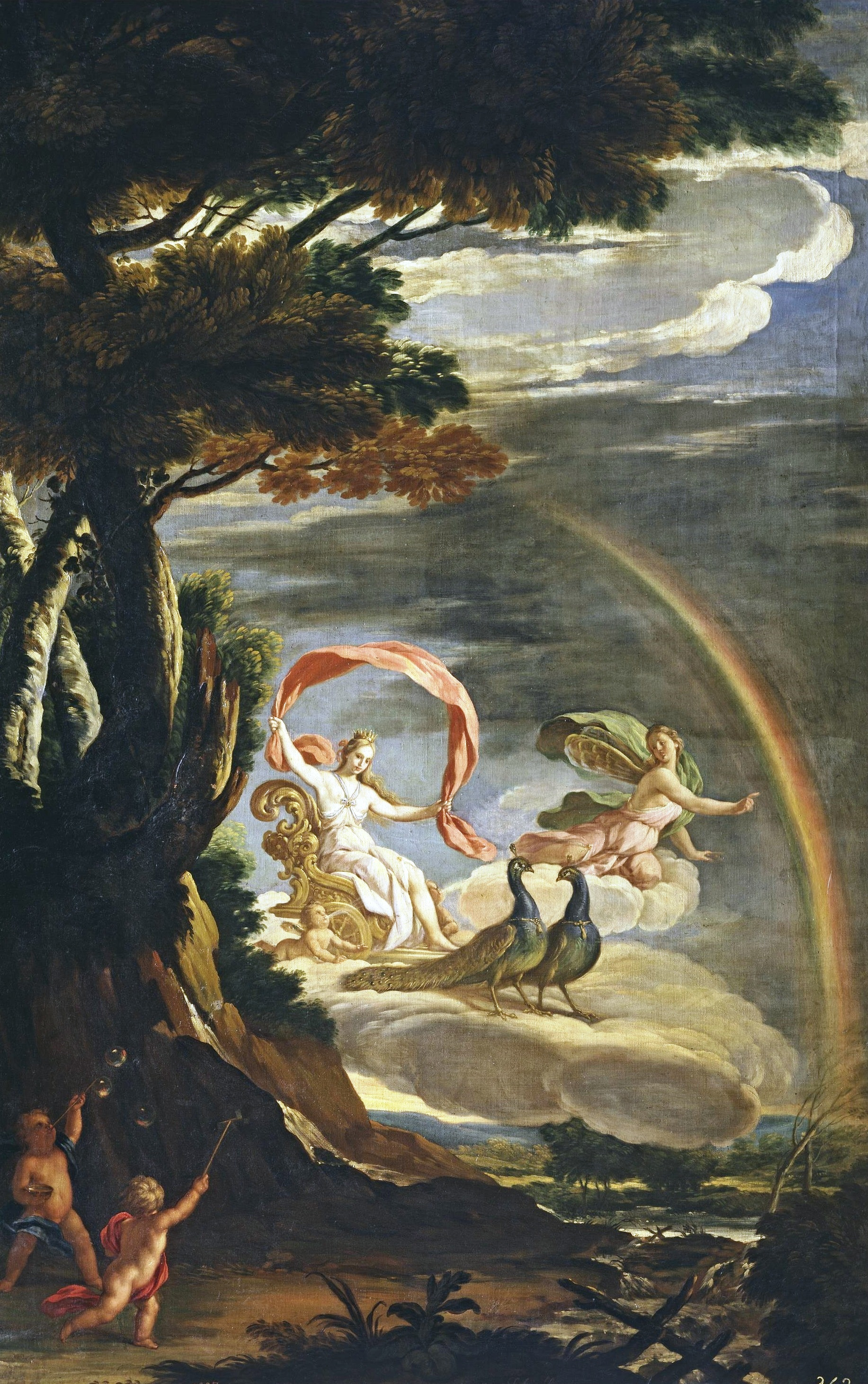
«Алегорія повітря», Антоніо Паломіно, ~1700 р.

Бірманський підвид яванського павича (Pavo muticus spicifer) є національним символом М'янми (з 1940 року), а звичайний павич (P. cristatus) — національним символом Індії і Ірану (в останньому випадку неофіційно).
Починаючи з 1956, американська телекомпанія NBC використовувала чотири варіації стилізованого зображення павича як логотип.

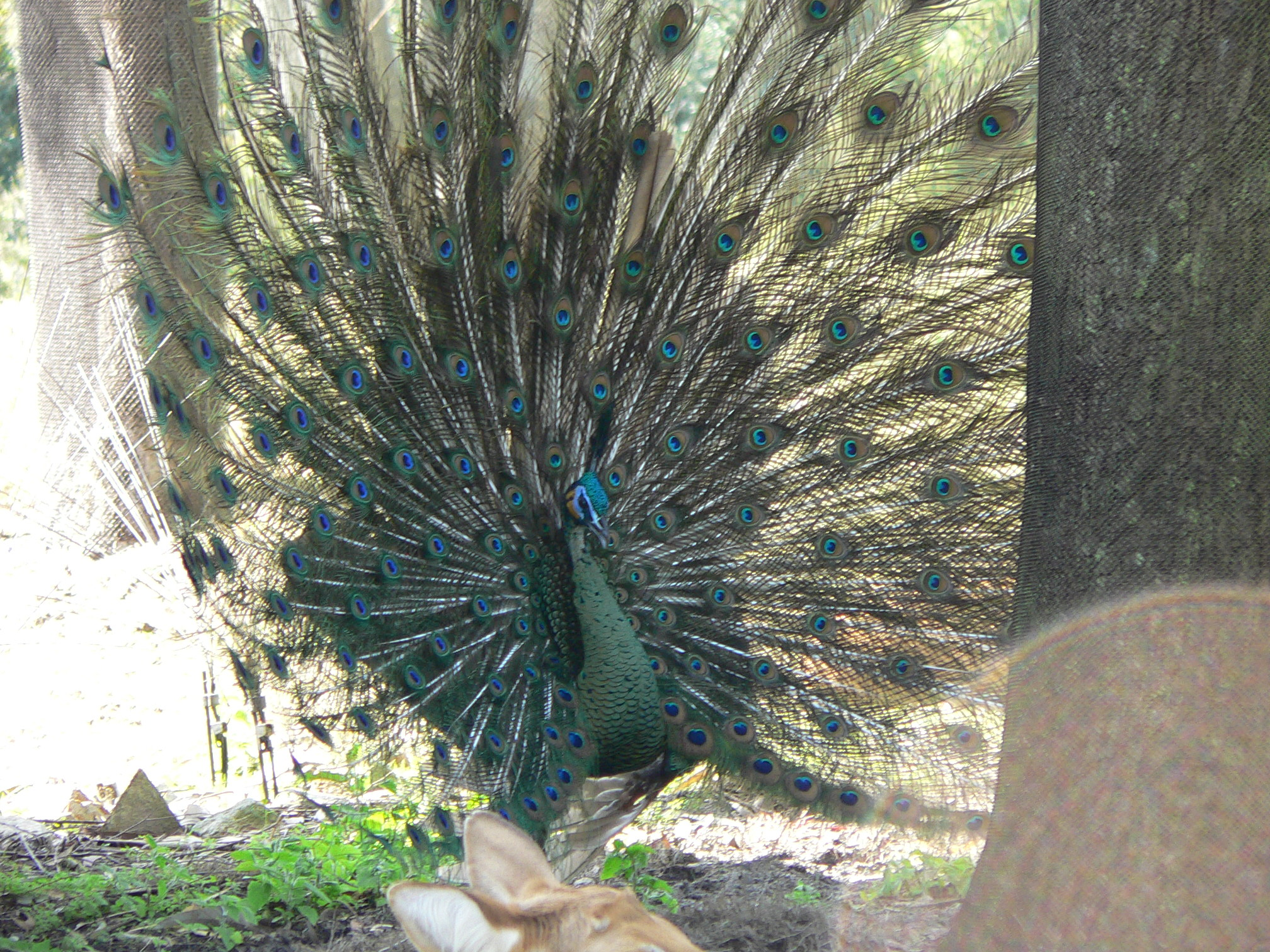
Бірманський підвид зеленого павича — національний символ М'янми
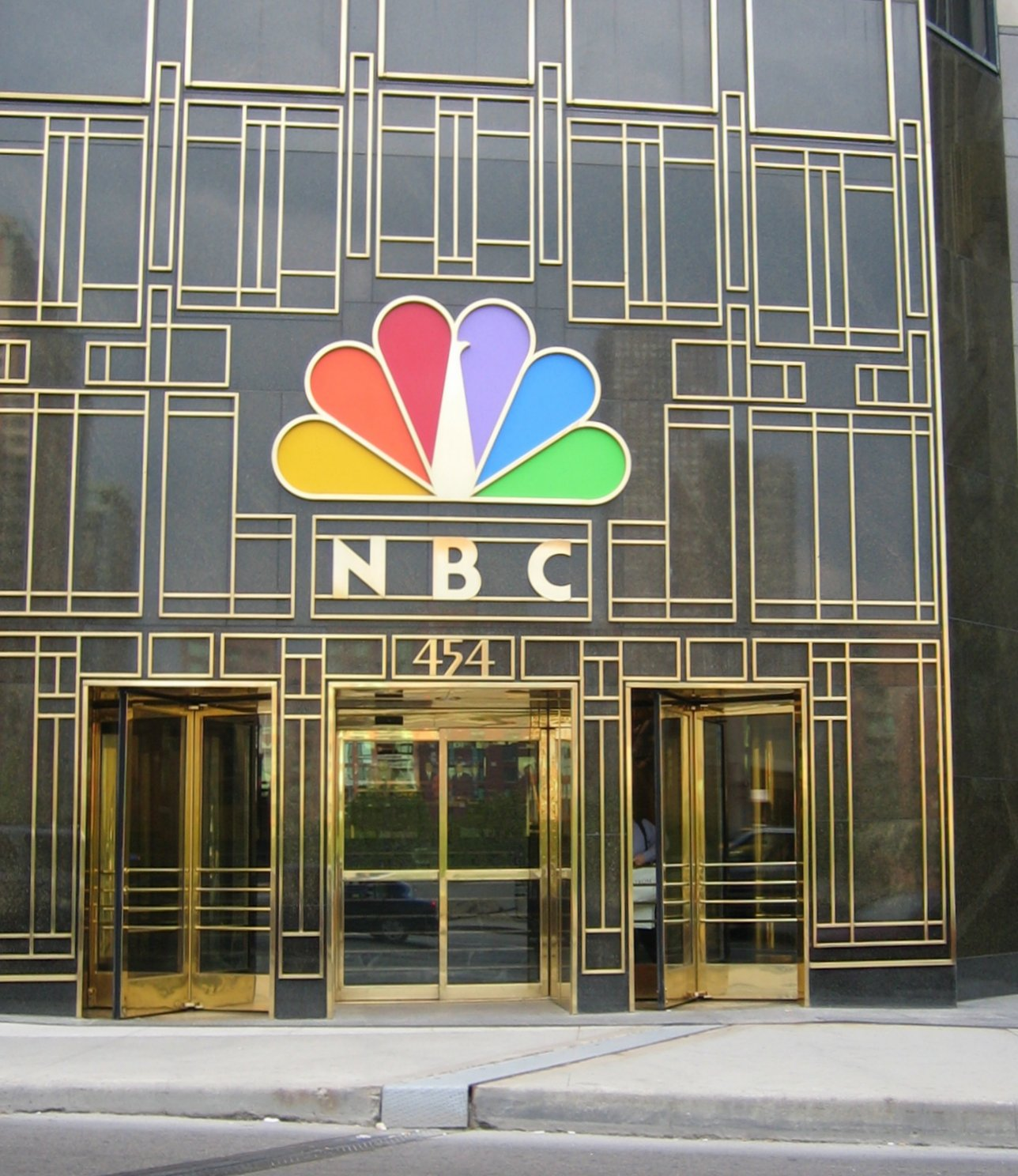
Логотип NBC 1986 року (дизайн Chermayeff & Geismar) на будівлі компанії в Нью-Йорку
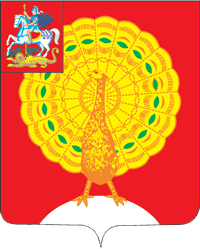
Павич на гербі міста Серпухова Московської області

Павича зображено на обкладинці книжки «Фантастичні Історії Листопаду» 1943 року (англ. Weird Tales November), на плакаті виставки декоративного мистецтва в Нансі (1894).

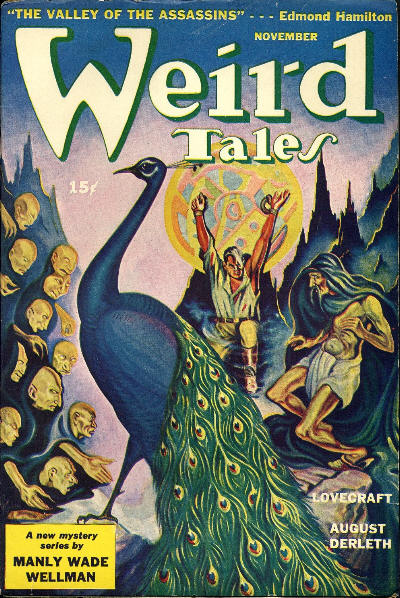
«Фантастичні Історії Листопаду»
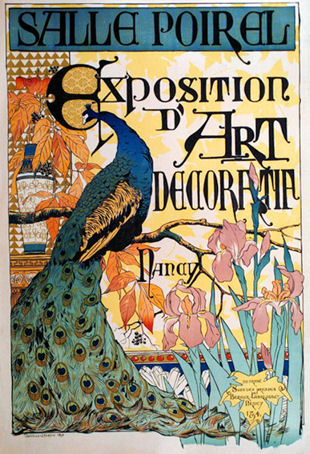
Плакат на виставці у Нансі

Часто фігуру павича використовують у топіарному мистецтві (обрізання дерева в декоративну форму) та для складення квіткових композицій.

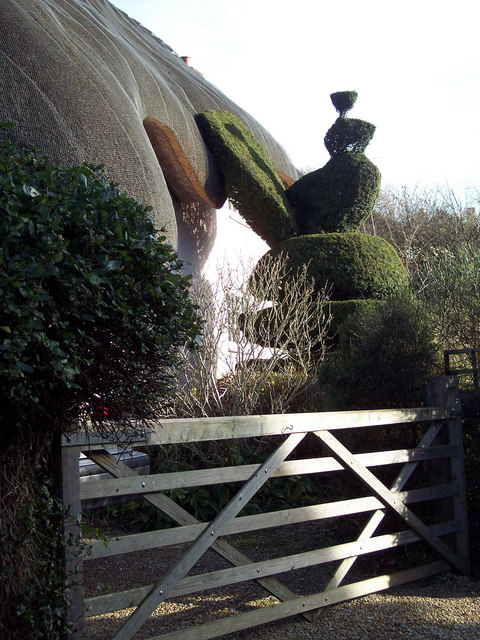
Топіарне мистецтво
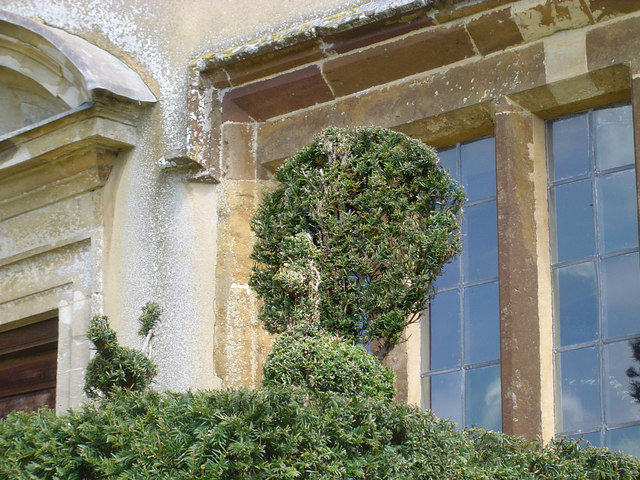
Обрізання дерева в декоративну форму
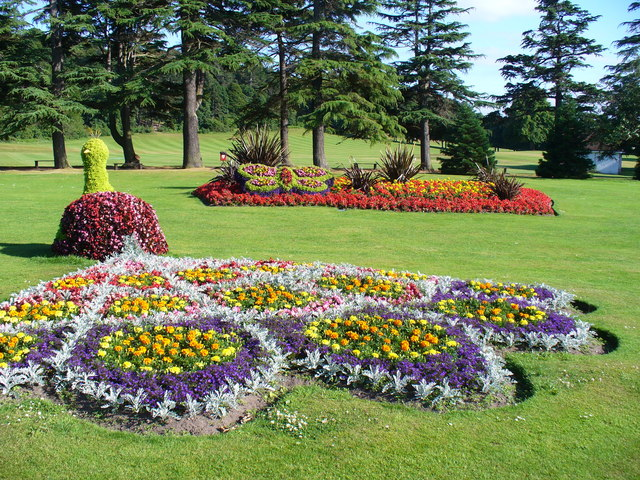
Павич в топіарному мистецтві
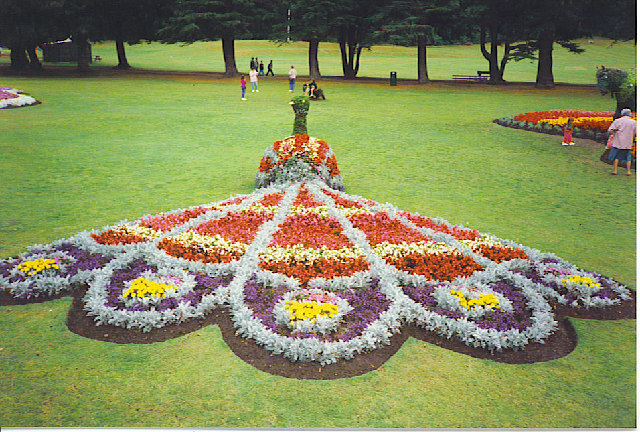
Квіткова композиція